# Quinta da Bela-Vista
A quinta da Bela-Vista está situada na Rua da Lameira de Cima freguesia de Campanhã, Porto.
Projectada pelo Arquitecto José Teixeira Lopes, nela está actualmente instalado o quartel da PSP, e outrora foi também o quartel da GNR.
A quinta, propriamente dita, resultou da reunião de três propriedades. A primeira era composta por uma casa com quintal na rua da Lameira de Cima
A segunda, denominada Quinta da Lameira compunha-se de uma morada de casas de dois andares. E a terceira era um terreno anexo.
O Dr. José de Oliveira Lima adquire primeiramente as duas primeiras propriedades, em 1911, e mais tarde, em 1912, a terceira e última parcela.
Estava assim formada a quinta da Bela-Vista.
Em Maio de 1912 foi iniciada a construção de um edifício escolar, o Instituto Moderno (foi o primeiro edifício da cidade a ser construído em Betão Armado). Destinava-se ao ensino primário e secundário, em regime de internato e externato. Esta instituição foi modelar, quer devido à qualidade das instalações, quer porque utilizou os mais modernos princípios didácticos e higiénicos da época.
O ginásio ainda hoje funciona e o edifício principal alberga o quartel da PSP.